# Græsted-Gilleleje kommun
Græsted-Gilleleje kommun (danska: Græsted-Gilleleje Kommune) var en kommun i Frederiksborgs amt i östra Danmark.
I samband med kommunreformen 2007 slogs den samman med Helsinge kommun till den då nybildade Gribskovs kommun i Region Hovedstaden. Den nya kommunen har en yta på 276,35 km².